# Завтрак туриста
Завтрак туриста — наименование нескольких разновидностей мясных консервов в СССР, а в дальнейшем и в Армении, Беларуси, Казахстане, Кыргызстане, России, Украине, Таджикистане.

## История
Консервы «Завтрак туриста» появились в конце 1950-х годов в качестве удешевления производства «тушёнки», при их производстве допускалось использование сырья более низкой категории. При этом большая часть производимой по более строгим ГОСТам «тушёнки» предназначалось для нужд армии, тогда как «Завтрак туриста» реализовывался населению.
Самый первый ГОСТ, который определял рецептуру этих консервов, был разработан в 1962 году (ГОСТ 9936-62). В дальнейшем новые редакции ГОСТ уменьшали требования к количеству содержания мяса в консервах. Консервы под данной маркой выпускаются до сих пор.

## Состав
Согласно ГОСТ 9936-76 мясные консервы «Завтрак туриста» приготовлялись «из выдержанного в посоле с пряностями свиного, говяжьего или бараньего мяса, фасованного в банки, герметически укупоренные и стерилизованные». Этот же ГОСТ определял три вида данных консервов — изготовленные из свинины, говядины или баранины. Иных компонентов, кроме мяса, шкурки свиной или сухожилий от жиловки говядины, а также соли, перца, сахара и нитрита натрия ГОСТ не допускал. Современный действующий ГОСТ (9936-2015) определяет, что «массовая доля мясных ингредиентов более 60,0 %», при этом допускает содержание «немясных ингредиентов».

### Прочие рецептуры консервов «Завтрак туриста»
И хотя по советскому ГОСТу не допускалось содержания иных компонентов, кроме мяса и специй, под маркой «Завтрак туриста» также выпускалось большое множество консервов с совершенно разным составом: каша (гречневая, перловая или рисовая) с мясом, рыбные с перловой крупой и томатной пастой и даже ленивые голубцы (капуста с тефтелями).

## Упоминание в искусстве
Данная марка консервов встречается в советской и российской (уже в ностальгическом качестве) мультипликации и играх:
- Кот Леопольд во сне и наяву
- Маша и Медведь. 4 серия. Ловись рыбка
- Необыкновенные приключения Карика и Вали (фильм) 2 серия.
- S.T.A.L.K.E.R. (серия игр)

## Прочее
- Блюдо «Завтрак туриста» иногда встречается в меню некоторых ресторанов в ностальгически-шутливом варианте сервировки[3].